# Fusil Mondragón
El Fusil Porfirio Díaz Sistema Mondragón Modelo 1908 es un fusil semiautomático mexicano, siendo el primer fusil semiautomático y automático en ser adoptado por un ejército. Fue diseñado por el general Manuel Mondragón, quien comenzó a trabajar en el proyecto en 1882 y patentó el arma en 1887. El fusil era accionado por los gases del disparo, mediante un cilindro y su respectivo pistón, algo bastante habitual hoy en día pero muy inusual para su época. Tenía un cerrojo rotativo, el cual se movía mediante tetones que se encajaban en estrías helicoidales de las paredes del cajón de mecanismos; también podía emplearse como un fusil de cerrojo con acción rectilínea. Disparaba cartuchos 7 x 57 Mauser, alimentados mediante un cargador con capacidad para 8 cartuchos. Una variante automática de este fusil tenía un cargador con capacidad de 20 cartuchos y un bípode, como el BAR; el Ejército mexicano empleó un tambor con capacidad de 100 cartuchos en la versión ametralladora ligera de este fusil, producida en 1910.

## Características

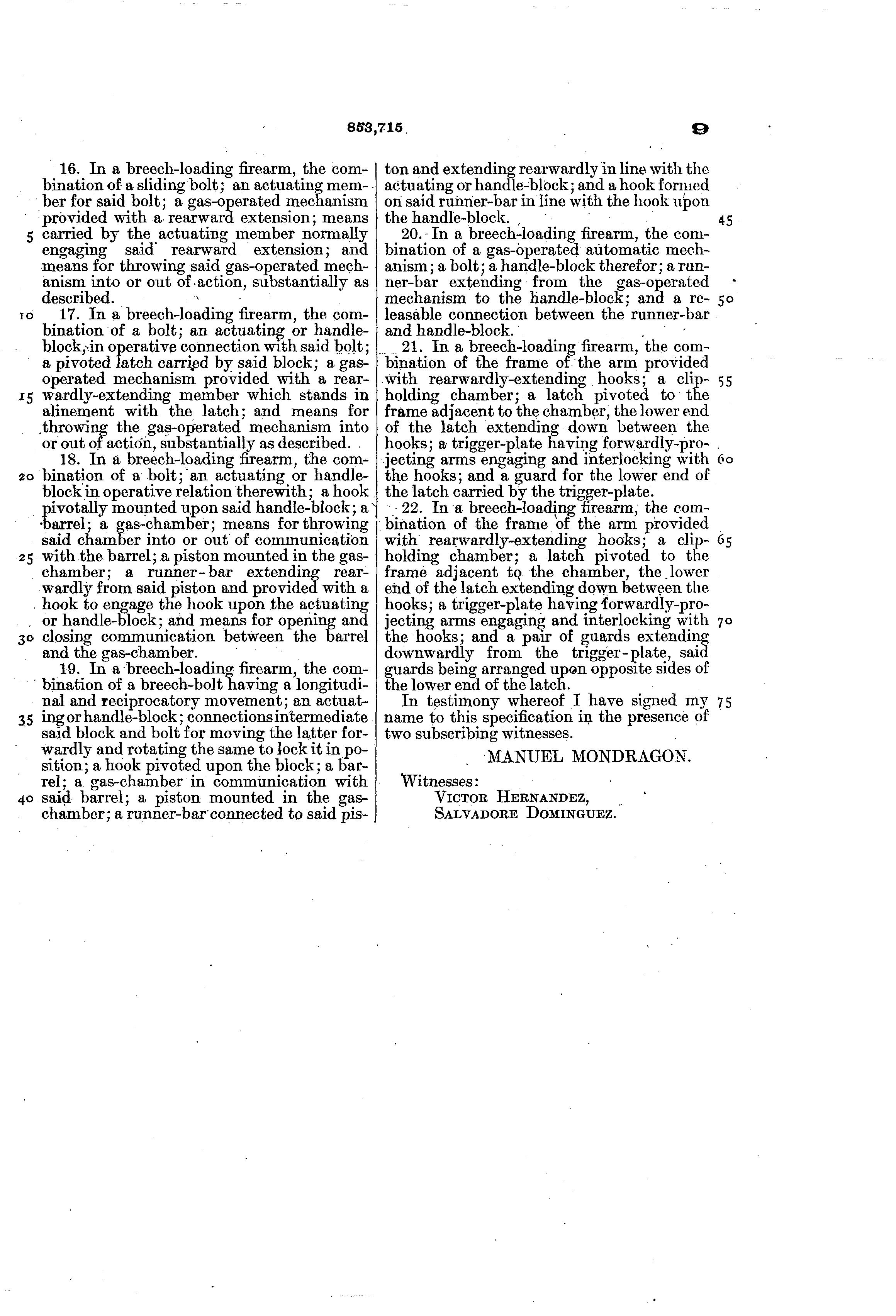
Patente fusil Mondragon.

El Mondragón es el primer fusil semiautomático y automático en ser adoptado como arma estándar en un ejército con lo que México fue pionero en utilizar un arma personal semiautomática y automática. El fusil Mondragón era accionado por los gases del disparo, pero podía funcionar como un silbato si se apretaba con fuerza el gatillo.Empleaba dos modelos de bayoneta, una tipo cuchillo y otra tipo espátula, que tenía un filo para cortar alambre y otro para cortar madera.
Este fusil era conocido por su gran precisión y poder de parada, pero sus versiones automáticas eran difíciles de controlar cuando disparaban en modo automático. El Mondragón era tan preciso, que la Wehrmacht le agregó una mira telescópica y lo empleó como fusil semiautomático de francotirador durante la Segunda Guerra Mundial.[cita requerida] El Mondragón también tuvo una versión ametralladora ligera, que al emplear un tambor de 100 cartuchos tenía una cadencia similar a la MG42, pero era más portátil y tenía mucho menos retroceso.[cita requerida] Por este motivo, el Ejército mexicano empleó una versión mejorada de la versión ametralladora ligera del Mondragón hasta 1943, cuando fue reemplazada por la ametralladora ligera Mendoza RM2.[cita requerida]

## Producción inicial
Debido a la Revolución Mexicana, pocas fábricas de México eran capaces de producir en serie el fusil y aquellas que podían, no estaban en condiciones de parar sus líneas de producción para ajustar sus maquinarias e iniciar la producción de los nuevos fusiles. Mondragón trató entonces de vender la patente a una empresa de los EE. UU., sin éxito debido a que pensaron que los fusiles semiautomáticos no eran prácticos y no podían producirse en las cantidades que México precisaba. Es entonces que Mondragón busca vendérsela a la Schweizerische Industrie Gesellschaft (SIG), de Neuhausen am Rheinfall, que estuvo de acuerdo en fabricar el fusil. En 1901, los primeros fusiles fueron enviados a México y suministrados al Ejército Mexicano como el Fusil Porfirio Díaz Sistema Mondragón Modelo 1900 con un cargador de 8 cartuchos. En 1908, se le suministró al Ejército una versión de fabricación totalmente mexicana[cita requerida] denominada Fusil Porfirio Díaz Sistema Mondragón Modelo 1908, pero esta vez con un cargador de 12 cartuchos. Sin embargo, para 1910 ya se habían construido fábricas en las ciudades de Veracruz, Ciudad Juárez, Guanajuato, Guadalajara y en Ciudad de México, donde fueron producidos hasta bien entrado el siglo y en plena Segunda Guerra Mundial (1943).[cita requerida] Pese a su poca producción, se dice que este fusil fue empleado en batalla por los revolucionarios Emiliano Zapata y Pancho Villa.[cita requerida]

## Empleo en la Primera Guerra Mundial
Con el estallido de la Primera Guerra Mundial, Alemania compró a la SIG lo que quedaba del lote de fusiles que no había sido enviado a México y los suministró a su infantería, que encontró problemas debido a que el mecanismo del fusil era muy susceptible a bloquearse con el lodo y la tierra que había en las trincheras (un problema común, incluso para fusiles de cerrojo menos complicados como el fusil canadiense Ross). En cambio, al notar su potencial como armas semiautomáticas portátiles y potentes, fueron retirados del frente por el Alto Mando alemán y resuministrados a las tripulaciones de aviones con cargadores helicoidales de 30 cartuchos, con la denominación de Fliegerselbstlader Karabiner 1915 (Carabina autocargable de piloto Modelo 1915, en alemán), hasta que las ametralladoras estuvieron disponibles en cantidades considerables.

## Ventas al extranjero

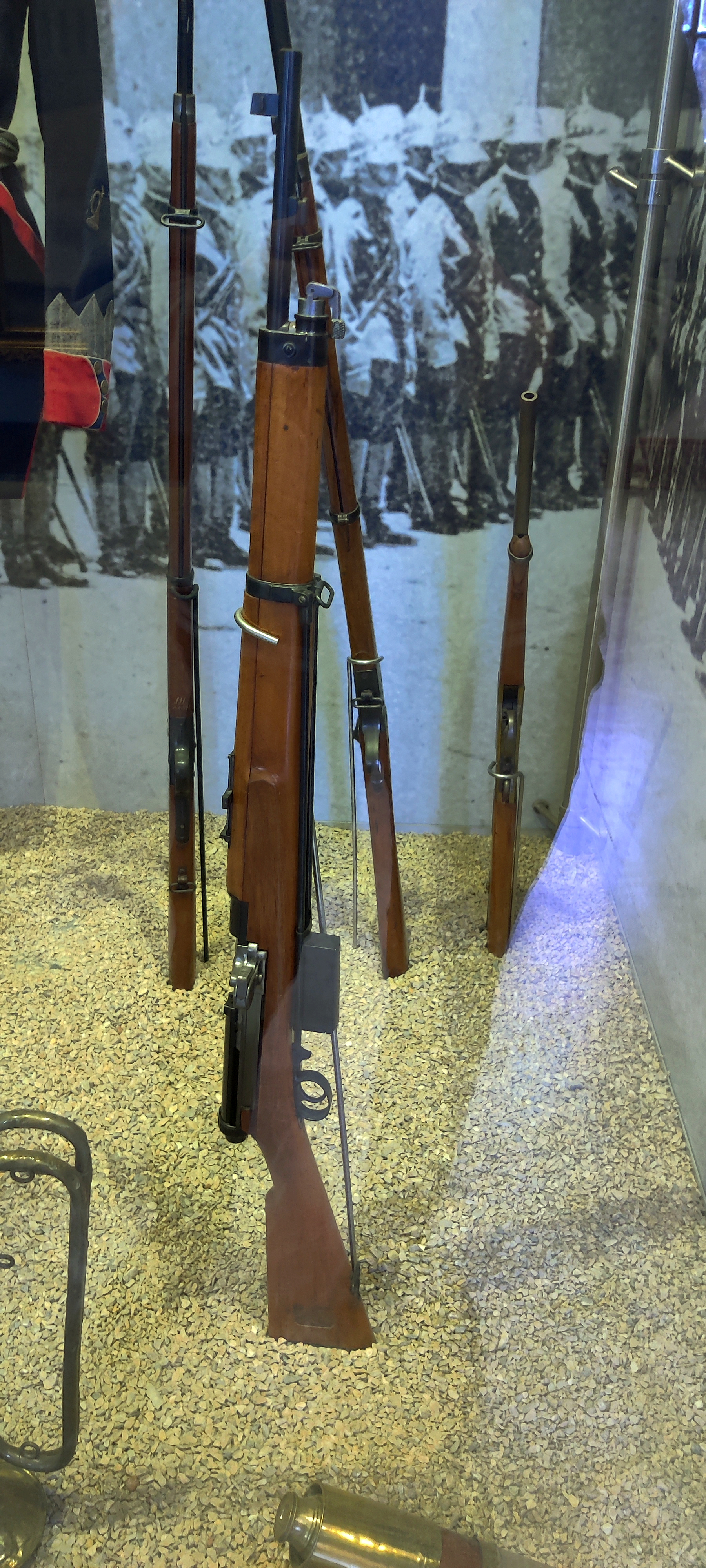
Un Mondragón M1908 en el Museo Nacional de Historia de la Ciudad de México

A inicios de la década de 1930, el gobierno mexicano decidió que podía obtener una ganancia tratando de vender el fusil en el mercado internacional. En aquel entonces, el Mondragón todavía era considerado un arma muy avanzada y su único rival era el fusil automático Browning, más pesado y menos preciso. Fue vendido a varios aliados de México, incluyendo Chile, Brasil, Perú y la República de China.[cita requerida] La República de Weimar, posteriormente la Alemania nazi, compraron la licencia para fabricar el fusil, al igual que Austria y el Imperio del Japón. Sin embargo, la industria nipona fabricó menos de 5.000 fusiles debido a que las maquinarias japonesas de la época no eran lo suficientemente avanzadas para producir en serie el delicado mecanismo de disparo.[cita requerida] Cuando el Ejército Popular de Liberación de Mao Zedong derrotó a las fuerzas nacionalistas en 1949, muchas armas de los nacionalistas fueron capturadas por las fuerzas comunistas y casi todos los fusiles Mondragón chinos fueron redistribuidos al Ejército Popular de Liberación, donde quedaron en servicio activo como fusiles de francotirador y armas de apoyo hasta finales de la década de 1980; aunque un pequeño número de estos todavía continúan en servicio con las unidades de reservistas del Ejército Popular de Liberación.

## Empleo en la Segunda Guerra Mundial y después
Durante la Segunda Guerra Mundial, todavía quedaban muchos fusiles mexicanos en los arsenales alemanes sobrantes de la Primera Guerra Mundial. Se afirma que estos fueron suministrados a la Waffen SS como armas auxiliares, a veces como reemplazo o arma complementaria al Kar 98k durante las primeras etapas de la guerra. Durante la batalla de Stalingrado, algunos soldados del Heer los emplearon en lugar del Kar 98k debido a que eran menos susceptibles al clima frío, si bien no hay pruebas fehacientes o datos que lo corroboren. Y durante las últimas etapas de la guerra, fueron suministrados a varias unidades del Volkssturm. También llegaron a Francia, al ser donados por el Tercer Reich al Ejército de su aliado, la Francia de Vichy. Varios fusiles fueron capturados y empleados por la Resistencia francesa. Pocas versiones alemanas con cargador helicoidal han sobrevivido. Sin embargo, el Ejército mexicano todavía emplea este fusil en desfiles como fusil ceremonial.

## Usuarios
- Brasil
- Chile
- Filipinas (suministrado por México a la guerrilla filipina durante la Segunda Guerra Mundial)
- Francia de Vichy
- Imperio alemán
- Imperio austrohúngaro
- Imperio del Japón
- México
- Perú
- República de China
- República de Weimar(Autorización de producción SIG)
- República española
- Unión Soviética
- Alemania nazi (Usada por oficiales y soldados de Las Waffen SS al isar armamento almacenado de la Primera Guerra Mundial en los últimos meses de la Segunda Guerra Mundial por falta de armamento)